# Salix arizonica
Espèce
Classification APG III (2009)
Salix arizonica, connu sous le nom de saule d'Arizona (en anglais : Arizona willow), est une espèce de plantes à fleurs de la famille des Salicaceae. c'est un saule originaire du sud-ouest des États-Unis d'Amérique : Arizona, Colorado, Nouveau-Mexique et Utah.

## Description
Ce buisson varie en forme et taille. Il évolue en bas tapis ou au contraire dressé, formant parfois des broussailles. Il peut passer de 7 cm à 3 mètres, sa hauteur maximum. Les branches sont souvent d'un rouge brillant, alors que les jeunes rameaux sont plutôt jaunâtres, rougeâtres ou brunâtres avec un revêtement duveteux. Les feuilles sont généralement ovales et possèdent une bordure lisse ou dentée. Les feuilles brillantes font jusqu'à 5 centimètres de long, ce sont elles qui permettent de distinguer l'espèce de ses parentes : toutes les autres ont des feuilles cireuses. L'inflorescence est un chaton.
La floraison intervient en mai et juin.
Cette espèce ressemble beaucoup à Salix boothii qui contient des flavonoïdes, absents chez Salix arizonica. La forme et la taille de ces deux espèces voisines sont aussi très différentes.
Salix arizonica pousse dans trois endroits principaux : White Mountains en Arizona (y compris Mt. Baldy), les plateaux de l'Utah, et les Rocky Mountains du sud du Colorado au Nouveau-Mexique. La plante se plaît dans les prairies subalpines et sur les rives des cours d'eau où le substrat est humide toute l'année.
Les autres espèces côtoyant Salix arizonica : Dasiphora floribunda, Caltha leptosepala, Carex spp., Deschampsia caespitosa, Pedicularis groenlandica, Picea engelmannii, Poa pratensis et d'autres espèces de saules dont S. monticola et S. planifolia.
Salix arizonica sert de nourriture au bétail et aux ongulés sauvages. Ces animaux perturbent la reproduction sexuée des plantes aussi bien que leur survie. Leur existence est aussi menacée par l'altération de l'hydrologie locale, la construction d'habitations, les voies de communication, la maintenance des routes, les loisirs, activités nautiques et les champignons tels les espèces de Melampsora epitea ainsi que les changements climatiques,.
Des variations génétiques significatives ont été mises en évidence pour les variétés poussant dans des régions éloignées les unes des autres.